# Stepas
Stepas ist ein litauischer männlicher Vorname, abgekürzt von Steponas, abgeleitet von Stefan.

## Ableitungen
- Steponas
- Steponavičius

## Personen
- Stepas Butautas (1925–2001),  Basketball-Trainer und -Spieler
- Stepas Dokšus (* 1951), Politiker, Bürgermeister der Rajongemeinde Skuodas